# Cimalp
Cimalp es una marca francesa de ropa deportiva y equipamiento para actividades al aire libre fundada en 1964.

## Historia
Cimalp fue fundada en 1964 por Paul Sailler, un empresario de la región de Isère apasionado por el montañismo. La marca introdujo su primer pantalón de alpinismo elástico en colaboración con los tejidos de Nemours. 
Durante las décadas de 1980 y 1990, la empresa introdujo características como tejidos de mezcla de algodón y spandex y refuerzos de Cordura en sus pantalones técnicos.
En 1991, Cimalp fue adquirida por Manufacture Drômoise de Confection, entonces dirigida por Raymond Marsanne.
En 1996, la exploradora Laurence de la Ferrière realizó una expedición en solitario en la Antártida vistiendo equipo de Cimalp.
En la década de 2000, la marca desarrolló nuevas tecnologías, incluida la membrana Ultrashell en 2012.
En 2004, Cimalp patentó su tecnología 3D-Flex, aplicada inicialmente a pantalones de senderismo y más tarde, en la década de 2010, incorporada a una línea de ropa de trail running de compresión.
En 2008, Lionel Marsanne, hijo de Raymond Marsanne, asumió la dirección de la empresa.
A principios de 2016, Cimalp lanzó su primer equipo de Trail, compuesto por 12 corredores de trail. La marca apoyó a atletas como Marie Dorin-Habert (cinco veces campeona mundial de biatlón) y Muriel Hurtis (campeona mundial en 2003 en la prueba de relevos 4 × 100 metros).
En marzo de 2018, Cimalp presentó gafas equipadas con lentes fotocromáticas, diseñadas para oscurecerse de manera automática y adaptarse a las variaciones de luz.
En mayo de 2018, la marca mostró un prototipo de chaqueta de alpinismo que incorporaba paneles solares, con la capacidad de generar energía suficiente para proporcionar calor al cuerpo.
En octubre de 2018, Cimalp lanzó la gama "Chamois".
En noviembre de 2021, Cimalp introdujo "RainProtekt", una línea de ropa impermeable para ciclismo.
A principios de 2023, Cimalp anunció la construcción de una propiedad de 8,000 m² en Saint-Marcel-lès-Valence, Drôme, que albergará oficinas, una tienda y un área logística.
En abril de 2023, Cimalp presentó "X-race", un par de zapatillas para la carrera en exteriores.

## Patrocinios
En agosto de 2022, Cimalp se convirtió en socio oficial del Tignes Trail, un evento de montaña. Un año después, la asociación se renovó para su segunda edición.
En enero de 2023, Cimalp se convirtió en patrocinador del equipo de trineo con perros Coste RaceDog.

## Premios y distinciones
2015: French Outdoor Award